# Federación Ibérica de Juventudes Libertarias

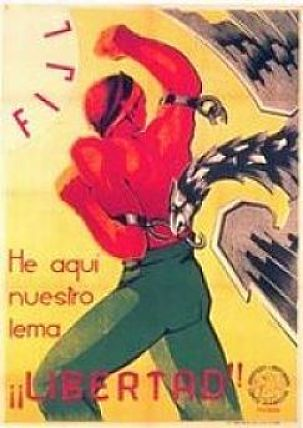
Cartel realizado por la FIJL durante la Guerra Civil.

La Federación Ibérica de Juventudes Libertarias (FIJL) fue una organización juvenil anarquista creada en Madrid en 1932 durante la Segunda República Española. A veces se la conoce también como las Juventudes Libertarias o Juventudes Anarquistas, o por sus acrónimos JJLL y JJAA. Actualmente existe una federación que se reconoce como continuadora de la FIJL, aunque las diferencias entre la FIJL anterior a la Transición y las siguientes son notables, tanto en afiliación, como en edad y actividades realizadas.

## Historia
No hay constancia documental de sus orígenes exactos. Algunos dicen que fue una idea del anarquista vallisoletano Valeriano Orobón Fernández, otros que fue un intento de contrarrestar la influencia de las organizaciones juveniles marxistas. Sin embargo, hay constancia de que existían varios grupos juveniles anarquistas antes de la fecha de su fundación, por lo que pudo darse algún tipo de confluencia, sin quitar que fuera además por otras razones.
El congreso constituyente de la FIJL tuvo lugar en Madrid entre los días 22 y 24 de junio de 1932. Estaban representadas delegaciones sobre todo de Madrid, Barcelona, Valencia y Granada. Allí se redactó una declaración de Principios, tácticas y finalidades que con algunos cambios sigue en vigencia hoy en día. En 1932 los grupos de Granada editaban el periódico Anarquía, dirigido por Mateo Rodríguez. En la misma época en Madrid había 11 grupos juveniles libertarios. En Barcelona había un comité regional de juventudes libertarias. Con los grupos de Valencia y otros, se constituyó la base de las JJLL que muy pronto se extendió por toda la península. Por ejemplo, se calcula que en Asturias, en 1934, había unos 600 jóvenes organizados en la FIJL.
Durante esta época se manifestaron tres tendencias en cuanto a sistema de organización. Por un lado quienes mantenían que las Juventudes Libertarias, al igual que los Ateneos, tendrían que ser una sección de cultura y propaganda dentro de la FAI, apuesta encabezada por las JJ.LL. de Cataluña, quienes pretendían crear una suerte de juventudes de CNT (postura expresada por los jóvenes granadinos). Por otro los que pretendían que esta organización fuese autónoma tanto de la FAI como de la CNT, postura defendida por los jóvenes madrileños y que, finalmente, fue aceptada. No obstante, cabe destacar que no sería hasta el Congreso Regional de noviembre de 1936, en pleno auge de la unidad juvenil antifascista, cuando las Juventudes Libertarias de Cataluña se federarían con el resto de JJ.LL. en la FIJL (apostando, pues, por la unidad juvenil libertaria), manteniéndose, eso sí, como Sección de Cultura y Propaganda de la FAI catalana hasta octubre de 1937.

## La Guerra civil

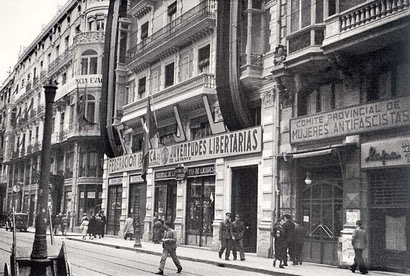
Sede de la Federación Ibérica de Juventudes Libertarias (FIJL). Calle de la Paz de Valencia.

Al estallar la guerra civil, se dieron importantes tensiones sobre si se debía seguir la pauta de la colaboración antifascista que pregonaban los comités superiores de la CNT y de la FAI, o si se debería promover la revolución social con todas sus consecuencias. En Madrid muy pronto la FIJL siguió la postura colaboracionista. De hecho, el responsable del Comité Peninsular, Antonio Oñate, dimitió de su cargo para pasar a la consejería de información en la Junta de Defensa de Madrid, presidida por José Miaja.
En Barcelona en cambio se da una fuerte oposición al colaboracionismo. Se edita un periódico, Ruta, que se convierte en portavoz de las JJLL en Cataluña. Pero con el transcurso de la guerra un grupo minoritario toma el control de la organización y llega a un pacto de colaboración con la JSU, juventud comunista. Sin embargo, parece que este comité no tuvo mucho éxito ya que hacia febrero de 1937 las JJLL catalanas organizan un mitin de unidad revolucionaria con la Juventud Comunista Ibérica, juventudes del POUM (en el que las JSU no quisieron participar) al que asisten 50.000 personas en Barcelona. Los comunistas promovían una Alianza Juvenil Antifascista en la que participaban a veces miembros de la FIJL. Este aliancismo fue promovido especialmente por el Comité Regional de las JJ.LL. de Cataluña, si bien en abril se decidió su revocación, aunque no se llevaría a cabo hasta después de los Hechos de Mayo. Por otro lado, durante algún tiempo se estuvo debatiendo si crear una Internacional Juvenil Libertaria, cosa que no llegó a buen puerto.
Durante las Jornadas de Mayo de 1937, los jóvenes de la FIJL de Cataluña apoyaron la insurrección contra las fuerzas del orden y los comunistas, tomando las armas junto con los ex-milicianos Amigos de Durruti y los del POUM; aun así, el Comité Regional de la FIJL, afín a los Comités Regionales y Nacionales de la CNT-FAI, llamó a detener los combates callejeros, en defensa de la Revolución y rendir las armas ante el ataque contrarrevolucionario, con el fin de mantener la unidad antifascista. Aun así, al contrario que los militantes de la CNT y de la FAI que a pesar de tener serias dudas finalmente aceptaron parar la lucha, los jóvenes de las JJ.LL. de Barcelona desobedecieron en gran medida al Comité. Tras estos sucesos, no quedaba ninguna duda de que el Comité Regional debía cambiarse.
En tanto a la participación de la FIJL en las milicias confederales, hay que considerar su participación en la Columna de Hierro, salida desde Valencia y su colaboración en la organización de la Columna Los Aguiluchos de la FAI, salida desde Barcelona. Bastantes de las centurias que componían estas columnas eran de jóvenes libertarios (incluidas mujeres). En Madrid organizaron el Batallón Juvenil Libertario, aunque participaron en muchos otros. En Asturias también organizaron otro batallón, el CNT nº8.
En el mes de febrero de 1937 celebró en Valencia un Pleno nacional de Regionales (el II Congreso de la FIJL).
A lo largo del verano de 1937 la FIJL será progresivamente controlada por los comités superiores de la CNT y de la FAI que la llaman a "la responsabilidad". Esta actitud es denunciada por las JJLL de Barcelona en 1938, una Federación Local en la que destacará el grupo de los "Pieles Rojas" (entre los que se encontraba, por ejemplo, José Peirats) por su defensa de los valores antiestatistas propios del anarquismo a los que se había renunciado en favor de la unidad antifascista y que había llevado, por ejemplo, al Secretario General de la CNT, Mariano Vázquez "Marianet", a hablar de una España democrática con unas elecciones políticas en las que participaría el partido FAI (que había modificado su estructura de organización específica anarquista, formada por grupos anarquistas, a una organización típica de partido político, basado en las agrupaciones locales y de barrio). Básicamente, las Juventudes no renunciaban a la revolución social que habían vivido en 1936, a la que renunciaban otras organizaciones libertarias que anteponían ganar la guerra a la revolución.

## Postguerra y franquismo
Tras la guerra civil española el movimiento libertario se divide en dos: una parte radicada en España, represaliada por la dictadura franquista y reconstruida varias veces. Y la otra radicada en Francia, formada por represaliados y exiliados de la dictadura franquista. Entre 1940 y 1946 cayeron 19 comités nacionales de la CNT. Y con ellos todos los comités regionales, la FIJL, la FAI, periódicos, etc. En estos años se calcula que fueron detenidos 5.600 militantes solo en estas redadas.
Pero a partir de 1944 las cosas cambian. En Europa y en España existía la sensación de que los Aliados al ganar la Segunda Guerra Mundial harían algo contra los últimos estados fascistas de Europa (España y Portugal). Las esperanzas encendieron los ánimos de muchos. Así, en el Congreso de Toulouse de 1945 había unos 25.000 afiliados. Y también este sentimiento caló en la península. En Barcelona llegó a haber hasta 20.000 afiliados. Y en Galicia y en Canarias casi tantos afiliados como antes de la guerra. Las guerrillas seguían en los montes e incluso se intentaba un ataque contra la dictadura por los Pirineos desde Francia (bastante desastroso de todas formas). En aquel año, sin embargo, se produce una escisión en el seno de la CNT, que divide las aspiraciones del movimiento libertario en el exilio y enrarece el ambiente.
Por aquellas JJ.LL. pasaron José Peirats, Liberto Sarrau, Germinal Gracia, Abel Paz, Raúl Carballeira, Juanito Pintado, Eduardo Vivancos y otros muchos. En 1946 se reedita el periódico Ruta. Y entre la CNT, la FAI y las JJ.LL. se nombra un comité de defensa del que es secretario José Luis Facerías. Entre sus proyectos estuvo la creación de un Movimiento Ibérico de Resistencia (MIR), que cambiaría su nombre por Movimiento Libertario de Resistencia. Entre sus acciones estuvo la ejecución de un confidente policial que había hecho caer (y ser asesinadas) a varias personas de comités regionales y nacionales.
Pero hacia 1947 el impulso comienza a decaer, y además la dictadura franquista se ve apoyado por la política anticomunista de los Estados Unidos, ya pendientes de la Guerra Fría. Por tanto, comienza una nueva etapa de represión brutal que acaba con las guerrillas en los montes y en las ciudades. En esta época van destacando los grupos de acción como Los Maños, Facerías, Quico Sabaté, Caracremada, Massana, etc. Pero para 1951 se puede dar por terminada esta fase de lucha armada. Ahora solo quedarán grupos a la desesperada, huyendo de la policía continuamente.

## Defensa Interior
Hacia finales de los años 50 el movimiento libertario en el interior había quedado prácticamente desarticulado. En el exilio se vivía un antifranquismo "institucional", es decir, que se intentaba molestar lo menos posible a los estados europeos tratando que éstos a su vez dejaran en paz a las organizaciones antifranquistas. El movimiento libertario español en el exilio también cae en esta situación.
De estos años destacan las Concentraciones Juveniles. Se trata de una especie de campamentos de colonias de verano en los que participaban jóvenes anarquistas del exilio ibérico. La primera se celebró en Aymaré, en una especie de colonia libertaria organizada por anarquistas españoles en el sur de Francia. Posteriormente se incorporarían jóvenes libertarios de otros países. En los 60 ya participarían jóvenes de Francia, Países Bajos (los Provos), Italia, Reino Unido y Alemania, lo que conseguiría resucitar el anarquismo en Europa. Esta sería en gran medida la manera de conectar a los nuevos jóvenes anarquistas de los años 60 con el pasado anarquista obrero que se había perdido en Europa y que representaba el movimiento ibérico.
Cuando en 1960 Quico Sabaté decide volver a España han caído las dictaduras de Pérez Jiménez, en Venezuela, y la de Batista, en Cuba, despertado nuevas esperanzas en el seno de la oposición antifranquista, del interior y del exilio. En España se ha creado el Frente de Liberación Popular (FLP), que se presenta como «frente anti-franquista y organización revolucionaria». En México, los jóvenes comunistas, socialistas, republicanos y libertarios crean el Movimiento Español 59 (ME 59) y algunos cenetistas, socialistas y republicanos fundan, al margen de sus organizaciones, la Acción de Liberación Española (ALE), exigiendo la unión y la acción. En Francia, los exiliados también despiertan de su letargo y, principalmente, entre los libertarios comienzan a replantearse proyectos de acción. Fruto de estas preocupaciones surge el Movimiento Popular de Resistencia (MPR), con posiciones y propósitos unitarios y combativos.
Pero de aquel clima de colaboración antifranquista revolucionara lo que destacará será el Directorio Revolucionario Ibérico de Liberación, que sería un organismo revolucionario español y portugués que estaba compuesto por comunistas heterodoxos, nacionalistas gallegos, republicanos varios y libertarios que iban por libre. Entre sus acciones destacaría el secuestro del barco Santa María en 1961.

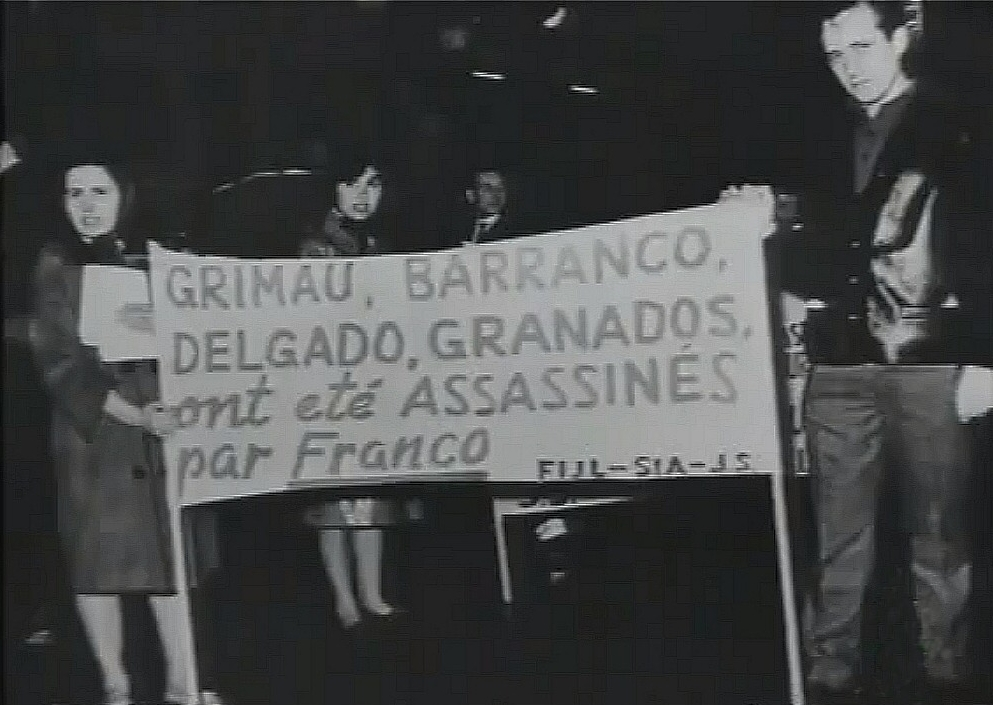
Protesta en París en 1963, por los crímenes cometidos contra Julián Grimau,Manuel Moreno Barranco.Francisco Granados y Joaquín Delgado.

En el Congreso de Limoges de 1960 el movimiento libertario decide crear Defensa Interior, destinada a organizar acciones contra la dictadura franquista. El congreso pone fin a la escisión en CNT, y además da pie a otros plenos y congresos regionales y locales de la FAI y de la FIJL. En 1961, las JJ.LL. dan la cifra de 600 miembros sólo en Francia. Pronto Defensa Interior queda en manos de las FIJL ante la desgana de la FAI y la CNT de seguir con el proyecto. De esta época destacarían Octavio Alberola, Marcelino Boticario, Luis Andrés Edo o Salvador Gurruchari. Llevaron a cabo docenas de acciones con bomba en España y en el extranjero que atrajeron la atención de la prensa internacional sobre la dictadura franquista entre 1962 y 1964. Además planearon llevar a cabo atentados contra Franco, que fracasaron. En uno de estos fracasos resultaron detenidos, y después ejecutados, Joaquín Delgado Martínez y Francisco Granados Gata, dos jóvenes libertarios. 
Joaquín Delgado Martínez y Francisco Granados Gata fueron condenados a muerte por el atentado con bomba contra las dependencias de expedición de pasaportes de la Dirección General de Seguridad, en Madrid, perpetrado por Defensa Interior el 29 de julio de 1963 y que causó treinta y siete heridos (dos de ellos graves), la mayoría de ellos personas que se encontraban allí para solicitar o renovar su pasaporte. Fueron ejecutados a garrote vil diecinueve días después del atentado. Ya en democracia se supo que los verdaderos autores del atentado habían sido los también anarquistas del grupo Defensa Interior Sergio Hernández y Antonio Martín Bellido. La víctima del atentado que sufrió las heridas más graves, y que entonces tenía 15 años, comentó muchos años después al conocer la noticia de quiénes habían sido los verdaderos culpables: «Me sigue pareciendo indignante que pagaran quienes no habían cometido el atentado. Y me indigna aún más que quienes lo cometieron se ufanaran de lo que hicieron. Fue una enorme desfachatez». El grupo dejó de actuar tras el cambio en octubre de 1963 de la dirección del anarquismo español.
Pronto chocaron con la CNT, que no quería este tipo de acciones. Sin embargo, habían reactivado la solidaridad internacional con España. Fruto de estos desencuentros es la creación por parte de los jóvenes libertarios del Grupo Primero de Mayo para seguir con sus actividades revolucionarias sin interferir con las siglas históricas. Este grupo secuestraría a monseñor Marcos Ussía, consejero eclesiástico de la embajada española ante la Santa Sede el 30 de abril de 1966. A partir de entonces, aunque ya desde 1962, los grupos libertarios que realizaban acciones armadas y bombas, se ponían diversos nombres para no ser reconocidos.
La explosión social de 1968 en Francia no tomó a los militantes libertarios por sorpresa. Muchos de ellos participaron del movimiento huelguístico y en los disturbios. Pero justamente el tipo de anarquismo que estaban adoptando las nuevas generaciones lo hacían incompatible con las organizaciones clásicas del movimiento libertario español. En 1969 las FIJL languidecen, extinguiéndose en 1973. Desde entonces el relevo lo tomaría el Movimiento Ibérico de Liberación (MIL) y el anarquismo autónomo que se formaría en torno a su lucha.

## Transición y democracia
Las Juventudes Libertarias se reorganizan en Madrid en abril de 1977 con mucho retraso respecto a la reorganización de la CNT. En cambio, en otras poblaciones, los «aguiluchos», maltrechos tantas veces por la represión, se habían adelantado en la reconstrucción a la de los confederales anarcosindicalistas: por ejemplo, en Valencia y Alicante, donde las JJLL editaban un boletín, Kronstadt, y son a su vez un firme apoyo para la CNT. En Barcelona aparecen más tarde. Pero, aunque en estos meses se han extendido por muchas ciudades sólo hay núcleos más o menos coordinados, y aún no se llega a celebrar ningún congreso que decidiera sus líneas de actuación.
En abril del 78, con un año de existencia, el núcleo madrileño de JJLL se autodisuelve. Faltaba militancia efectiva como tal organización, pues la gran mayoría de los afiliados trabajaban más bien en ateneos de barrio o en la propia CNT. La fuerte caída de la CNT entre 1978 y 1981 arrastra a todo el movimiento libertario que se hunde con ella. Sucede algo parecido con los Ateneos libertarios en aquellos momentos.
Posteriormente han surgido otras agrupaciones que se reclaman herederas de las FIJL histórica, especialmente en los años 80 y en los 90. Los mayores motivos de debate interno era entre los partidarios de que las JJ.LL. fueran independientes o entre los que la tomaban como las juventudes de la FAI o incluso las juventudes de la CNT. Con las escisiones de la CNT en 1979 y 1983, que daría lugar a la CNT-Renovada (en 1989, se cambiaría el nombre a CGT), el panorama aún se complicaría más.
A comienzos de los 90, grupos de jóvenes anarquistas de la península organizados en grupos, inician el proceso de reconstrucción de la FIJL como reafirmación de unos fuertes principios libertarios, que rompían con el ambiente de confusionismo ideológico - en su opinión - creado por la organización autónoma Lucha Autónoma, que unía a marxistas, anarquistas, socialistas utópicos y autónomos. En sus inicios, se dedicaron a una fuerte e intensiva labor de propaganda a la par que profundizaban en su formación ideológica. Participaron activamente en el movimiento antimilitarista,  promoviendo la insumisión al servicio militar obligatorio. 
A mediados de los 90, participantes de la FIJL entran en conflicto con la CNT, en donde comparten local produciéndose su expulsión en varios lugares. En el replanteamiento posterior primero a nivel individual y después más colectivamente se produce el acercamiento de las FIJL hacia el insurreccionalismo, en boga entonces en Italia. De esta época y de años anteriores será la publicación Jake Libertario.

## SigloXXI

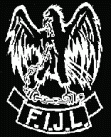
Logo de la Federación

Durante los primeros años de la pasada década de los 2000, la evolución de la FIJL hacia posiciones insurrecionales y las diferencias con el anarcosindicalismo se hacen cada vez más evidentes. La influencia de los Black bloc en las manifestaciones antiglobalización y los ejemplos recibidos desde Italia y Grecia influyen mucho en esta generación que sigue radicalizando su discurso y poco a poco su práctica. Sin embargo, entre 2002 y 2003 la organización y su entorno sufren varios golpes represivos que la llevan de nuevo a la inactividad. La organización no estaba preparada para la represión a pesar de su discurso.
Una nueva generación de jóvenes anarquistas decidió formar una FIJL nueva desde 2006. A diferencia de la "FIJL insurrecionalista" se identifican con la organización formal (en palabras del propio insurreccionalismo) y también defienden el anarcosindicalismo (al contrario que la anterior Federación), si bien ello no le impedirá criticar a organizaciones como la CNT. En el año 2007 se refunda con el nombre de FIJL al no tenerse noticias de la anterior Federación y diversos malentendidos, si bien un comunicado de la FIJL insurreccionalista recordará que ésta sigue existiendo, lo que hará que cambien el nombre a Federación Ibérica de Juventudes Anarquistas (FIJA) pero reconociéndose como continuadores de la FIJL de los '90. Publican un periódico informativo denominado El Fuelle.
En marzo de 2012 la FIJL de tendencia insurrecionalista de los 90-00 decide no continuar, con lo cual la FIJA pasa a denominarse FIJL de nuevo. Actualmente, la FIJL llegó a tener presencia en media docena de poblaciones de la península ibérica.
El verano de 2015 la federación ibérica de juventudes libertarias se disolvió.